# Erica botryoides
Erica botryoides är en ljungväxtart som beskrevs av Dulfer. Erica botryoides ingår i släktet klockljungssläktet, och familjen ljungväxter. Inga underarter finns listade i Catalogue of Life.